# Prolongoa hispanica
Prolongoa es un género monotípico perteneciente a la familia de las asteráceas. Su única especie: Prolongoa hispanica, es originaria de España.

## Descripción
Son plantas pubérulas con tallos que alcanzan un tamaño de  10-20 (-30) cm de altura, ascendentes, generalmente ramificados en la base. Hojas largamente pecioladas, espatuladas, pectinado-pinnatisectas, con lóbulos de lineares a elípticos. Involucro de 6-7 mm. Brácteas involucrales ovadas, obtusas. Flores hemiliguladas con limbo de 5-8 mm, generalmente reflejo después de la antesis. Flores flosculosas de c. de 2,5 mm. Aquenios de las flores flosculosas de  de 3 mm, ovoideos. Tiene un número de cromosomas de 2n = 18 (Córdoba). Florece y fructifica de febrero a mayo.

## Distribución y hábitat
Se encuentra en  pastizales sobre suelos arenosos, tanto procedentes de descomposición de calizas, como de granitos. En el centro y sur de España en Los Pedroches, Sierra Norte cordobesa. Los Alcores, Campiña Alta, Cordillera Subbética, Grazalema y Algeciras.

## Taxonomía
Prolongoa hispanica fue descrita por G.López & C.E.Jarvis y publicado en Anales del Jardín Botánico de Madrid 1984.